# Ai Ōtsuka
Ai Ōtsuka (大塚 愛?, Ōtsuka Ai; Osaka, 9 settembre 1982) è una cantante e idol giapponese.

## Biografia
Pianista fin dall'età di quattro anni, Ai Ōtsuka compone e co-produce le sue canzoni, scrivendone anche i testi.

L'album di debutto di Ai Ōtsuka, Love Punch, venne pubblicato nel marzo 2004 e le diede un grande successo, conquistandosi il soprannome di "Nuovo Guru dell'Amore". Il suo secondo singolo intitolato "Sakuranbo" rimase nelle classifiche Oricon per 85 settimane. Sorprendentemente, il secondo album, Love Jam, fu pubblicato solo otto mesi dopo il primo nel novembre 2004. Raggiunse la prima posizione in classifica.
Al di là della carriera di cantautrice, Ai ha anche recitato nel dorama "Tokyo Friends". Ha partecipato anche a uno show radiofonico chiamato Ōtsuka Ai ai-r Jack ed è apparsa in vari spot commerciali. Inoltre, tiene una rubrica in due riviste giapponesi: "Love Column" in Zipper e "Love World ~ Eye Love Pictures" in B-Pass. Infine, ha pubblicato anche un photobook dal titolo Kimi iro omoi il 1º marzo 2005.

Le prime stampe dei suoi album e alcuni singoli includono dei libretti illustrati di edizione limitata disegnati da Ai stessa.
Jam Punch Tour 2005, iniziato il 24 aprile 2005 e terminato nel giugno dello stesso anno, è stato il suo primo tour. Il suo terzo album, Love Cook, è stato pubblicato il 14 dicembre 2005.
Nel 2007, prende parte allo sullo stage di Tokyo, al Live Earth, concerto organizzato da Al Gore.

Dopo una raccolta (Ai am Best), nel 2007 arriva Love Piece e nel 2008 Love Letter.
Dopo aver dichiarato di essere incinta a settembre 2010, il 24 marzo 2011 nasce la sua prima figlia.

## Discografia

### Singoli
- Momo no Hanabira (桃ノ花ビラ) (10 settembre 2003)
- Sakuranbo (さくらんぼ) (17 dicembre 2003)
- Amaenbo (甘えんぼ) (3 marzo 2004)
- Happy Days (7 luglio 2004)
- Kingyo Hanabi (金魚花火) (18 agosto 2004)
- Daisuki da yo (大好きだよ) (20 ottobre 2004)
- Kuroge Wagyū Joshio Tanyaki 680 Yen (黒毛和牛上塩タン焼680円) (9 febbraio 2005)
- SMILY / Bi-dama (Smily / ビー玉) (11 maggio 2005)
- Neko ni Fūsen (ネコに風船) (13 luglio 2005)
- Planetarium (プラネタリウム) (21 settembre 2005)
- Frienger (フレンジャー) (12 aprile 2006)
- Yumekui (ユメクイ) (2 agosto 2006)
- Ren'ai shashin (恋愛写真) (25 ottobre 2006)
- CHU-LIP (21 febbraio 2007)
- PEACH/HEART (25 luglio 2007)
- Pocket (ポケット) (7 novembre 2007)
- Rocket Sneaker / One × Time (ロケットスニーカー／One×Time) (21 maggio 2008)
- Kurage, nagareboshi (クラゲ、流れ星) (10 settembre 2008)
- Bye Bye (バイバイ) (25 febbraio 2009)
- ゾッ婚ディション - Lucky☆Star (2009)
- I ♥xxx (2010)

### Album
- Love Punch (31 marzo 2004)
- Love Jam (17 novembre 2004)
- Love Cook (14 dicembre 2005)
- Ai am Best (愛 am Best) (28 marzo 2007)
- Love Piece (26 settembre 2007)
- Love Letter (17 dicembre 2008)
- Love Is Best (11 novembre 2009)